# Mistrovství Čech a Moravy 1897
Nel 1897 vi furono due edizioni del campionato boemo-moravo di calcio uno in primavera e l'altra in autunno, che videro entrambe le volte la vittoria dell'SK Slavia. Si assegnano due punti per ogni vittoria uno ad ogni squadra che giunge ad un risultato di parità e zero punti per ogni sconfitta.

## Torneo primaverile
Il Mistrovství Čech a Moravy 1897 fu disputato tra quattro squadre tutte provenienti dalla regione di Praga nella stagione primaverile. Si sfidavano infatti l'SK Slavia A, l'SK Slavia B l'AC Sparta e il Český Sculling in un semplice girone a "gara secca". Alla fine della competizione la spuntò l'SK Slavia A.

### Classifica finale
|   | Classifica     | G | V | N | P | GF | GS | DR | Pti |
| - | -------------- | - | - | - | - | -- | -- | -- | --- |
| 1 | Slavia Praga   | 3 | 3 | 0 | 0 | 8  | 1  | +7 | 6   |
| 2 | Slavia Praga B | 3 | 2 | 0 | 1 | 4  | 4  | 0  | 4   |
| 3 | Český Sculling | 3 | 1 | 0 | 2 | 0  | 7  | -7 | 2   |
| 4 | DFC Prag*      | 3 | 0 | 0 | 3 | 0  | 0  | 0  | 0   |

Il DFC Prag non ha partecipato al torneo e tutti i suoi incontri sono stati annullati.

## Verdetti
- Slavia Praga Campione di Cecoslovacchia 1897 (primavera)

## Torneo autunnale
Il Mistrovství Čech a Moravy 1897 venne disputato anche in una edizione autunnale: anche in questo caso quattro squadre si affrontavano tutte provenienti dalla regione di Praga in un girone a "gara secca". In questo torneo si affrontavano, diversamente dal precedente torneo, AC Sparta, SK Slavia, Český Sculling A e Český Sculling B. Fu ancora l'SK Slavia la squadra vincitrice del torneo ottenendo il punteggio pieno.

### Classifica finale
|   | Classifica       | G | V | N | P | GF | GS | DR  | Pti |
| - | ---------------- | - | - | - | - | -- | -- | --- | --- |
| 1 | Slavia Praga     | 3 | 3 | 0 | 0 | 11 | 0  | +11 | 6   |
| 2 | Sparta           | 3 | 2 | 0 | 1 |    |    |     | 4   |
| 3 | Český Sculling   | 3 | 1 | 0 | 2 |    |    |     | 2   |
| 4 | Český Sculling B | 3 | 0 | 0 | 1 |    |    |     | 0   |

Sono noti solo i risultati dell'SK Slavia.

## Verdetti
- Slavia Praga Campione di Cecoslovacchia 1897 (autunno).